# Stenalcidia castaneata
Stenalcidia castaneata là một loài bướm đêm trong họ Geometridae.